# نانسي هاميلتون
نانسي هاميلتون (بالإنجليزية: Nancy Hamilton)‏ (و. 1908 – 1985 م) هي كاتبة، وممثلة، وممثلة مسرحية، وشاعرة غنائية، ومخرجة سينمائية، ومنتجة أفلام، وكاتب عمومي من الولايات المتحدة الأمريكية .

## جوائز وترشيحات
حصلت على جوائز منها:
جائزة الأوسكار لأفضل فيلم وثائقي
ترشحت لـ:
 جائزة الأوسكار لأفضل فيلم وثائقي

## روابط خارجية
- نانسي هاميلتون على موقع IMDb (الإنجليزية)
- نانسي هاميلتون على موقع ميوزك برينز (الإنجليزية)
- نانسي هاميلتون على موقع أول موفي (الإنجليزية)
- نانسي هاميلتون على موقع قاعدة بيانات برودواي على الإنترنت (الإنجليزية)
- نانسي هاميلتون على موقع قاعدة بيانات الأفلام السويدية (السويدية)
- نانسي هاميلتون على موقع أول ميوزيك (الإنجليزية)
- نانسي هاميلتون على موقع ديسكوغز (الإنجليزية)
- نانسي هاميلتون على موقع قاعدة بيانات الفيلم (الإنجليزية)
- نانسي هاميلتون على موقع كينوبويسك (الروسية)